# Hrachor širolistý
 Hrachor širolistý (Lathyrus latifolius) je rostlina, vytrvalá bylina z čeledě bobovité. Kvete od května až do srpna.  Květ nevoní.

## Synonyma

### Vědecké názvy
Podle biolib.cz je pro rostlinu s označením Lathyrus latifolius používáno více rozdílných názvů, například Lathyrus megalanthus nebo Lathyrus sylvestris subsp. latifolius.

## Popis
Vytrvalá, sivozelená plazivá bylina s lodyhami poléhavými až vystoupavými, dlouhými až 50 až 200 cm. Silná lodyha je lysá, na průřezu čtyřhranná dvoukřídlá, bývá obvykle větvená. Listy s jedním párem lístků, na konci je rozvětvený úponek kterým se přidržuje okolních rostlin.
Oboupohlavné, nící květy 12 až 16 mm dlouhé jsou uspořádány do květenství hroznů. Motýlovitá koruna, zpravidla dlouhá okolo 15 mm, je u původního druhu sytě růžová, nahnědlá nebo narůžovělá. Rostlina kvete od května do srpna. Plodem je lusk.

## Výskyt
Hrachor širolistý je původním druhem v Evropě. Je ovšem široce pěstován jako okrasná rostlina a zavlečen i na jiné kontinenty.

## Ekologie
Upřednostňuje zásadité půdy, vápence a spraše. Vyskytuje se ve společenstvích Quercion pubescenti-petraeae, Bromion erecti, a dalších.

## Použití
Pro své výrazné květenství se vysazuje do ozdobných skalek a záhonů s dalšími trvalkami na slunných stanovištích, kde vynikne. Může být použit jako sušený k dekoraci.

### Pěstování
Snadno se pěstuje v běžné propustné půdě na plném slunci. Dobře snese sušší a zásadité půdy s menším obsahem živin. Po odkvětu je doporučeno rostlinu seřezat, nevytvoří plody, ale pokvete znovu dříve a bohatěji.
Jsou vypěstovány kultivary druhu, například:
- 'Pink Pearl' - růžové květy
- 'Red Pearl' - červené květy
- 'White Pearl' - bílé květy

## Choroby a škůdci
Je poškozován plži, vážně zejména plzákem španělským. Na nevhodných stanovištích může být napadán padlím.

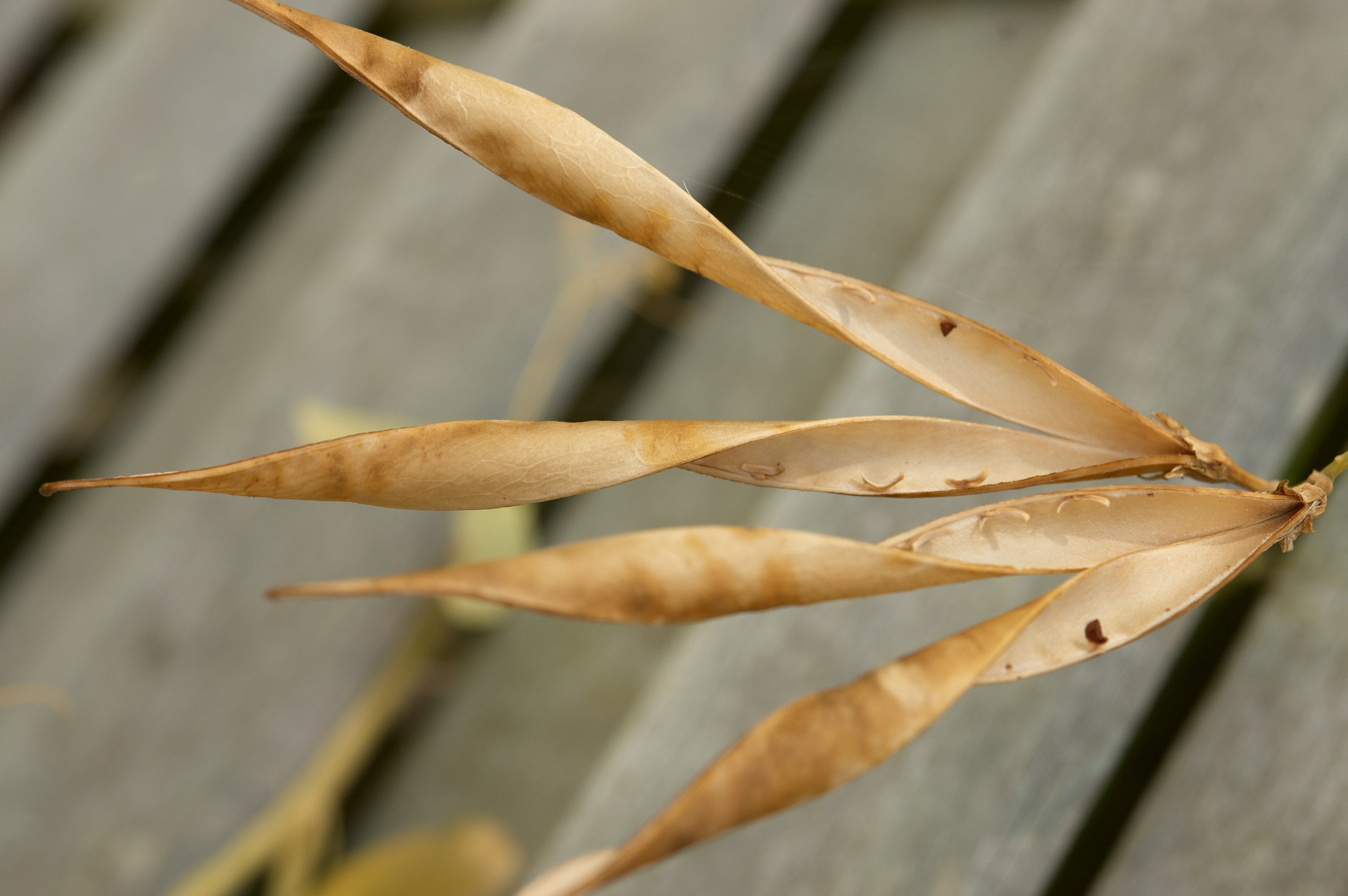
Otevřený lusk
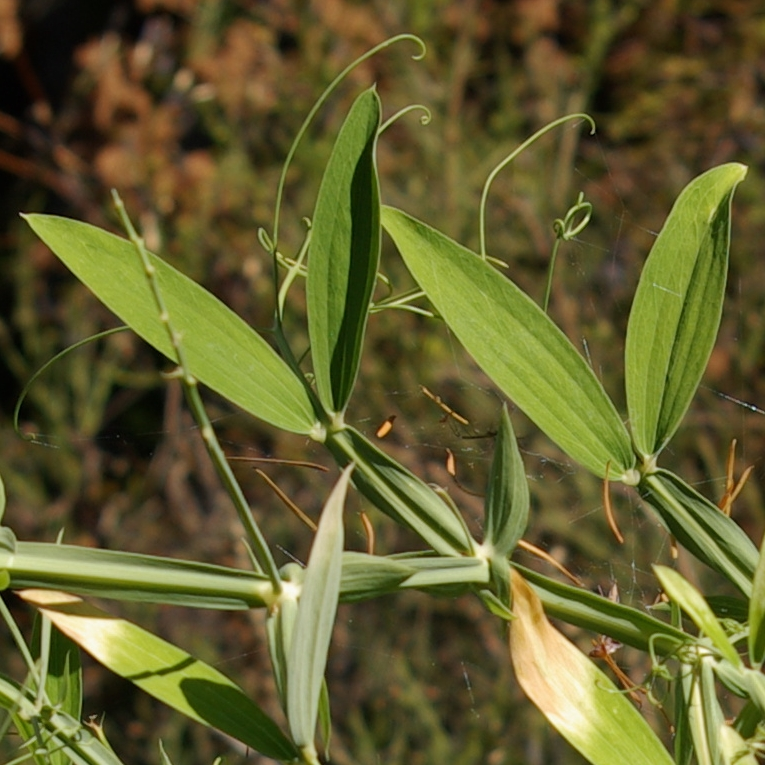
List
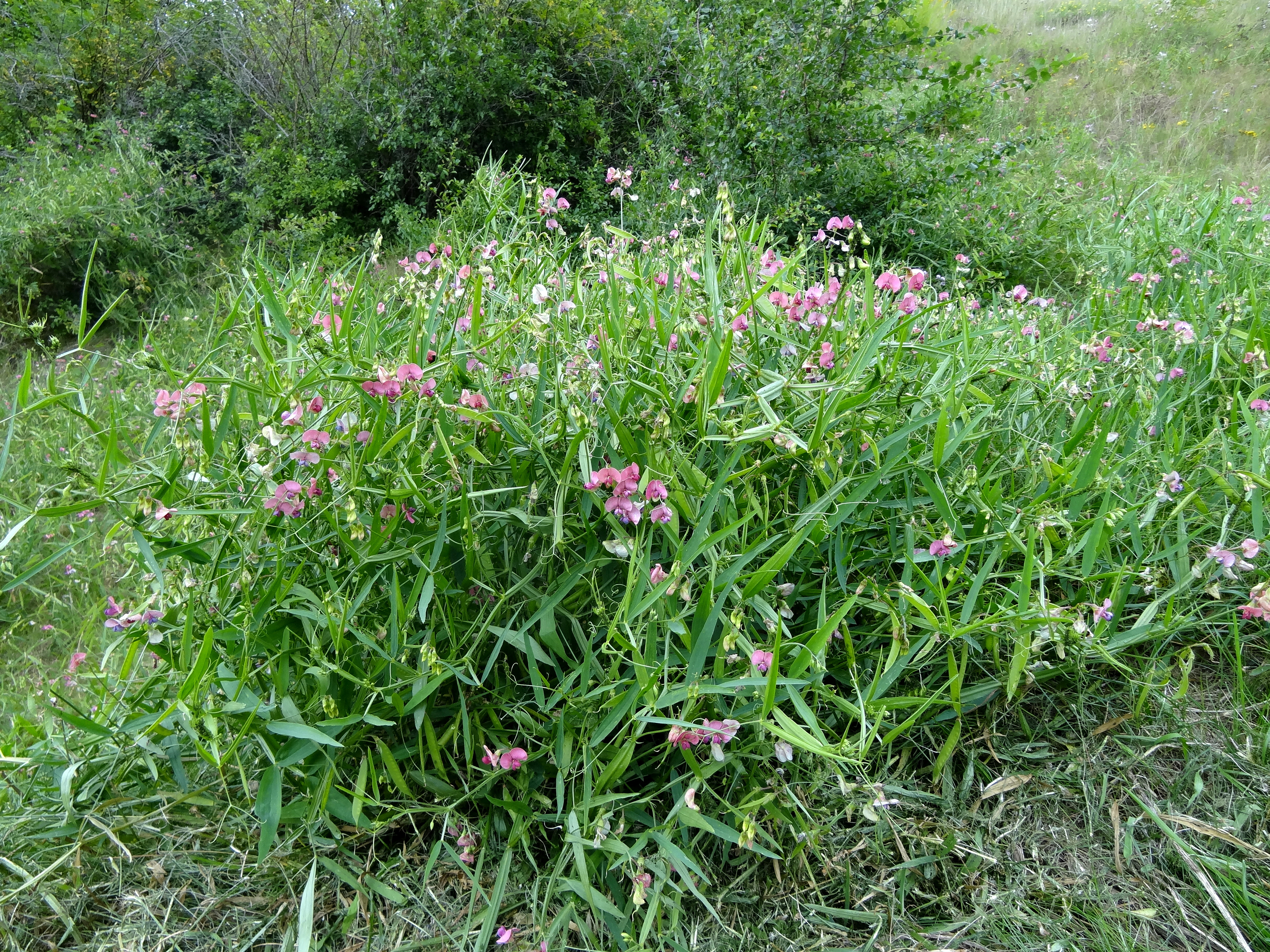
Habitus